# Itálie na Letních olympijských hrách 2004
Itálii na Letních olympijských hrách v roce 2004 reprezentovala výprava 364 sportovců (229 mužů a 135 žen) v 30 sportech.

## Medailisté
| Medaile | Jméno | Sport                | Soutěž                                                      |
| ------- | --- | -------------------- | ----------------------------------------------------------- |
| Zlato   | Marco Galiazzo | Lukostřelba          | Muži jednotlivci                                            |
| Zlato   | Stefano Baldini | Atletika             | Muži maratonský běh                                         |
| Zlato   | Ivano Brugnetti | Atletika             | Muži chůze 20 km                                            |
| Zlato   | Paolo Bettini | Cyklistika           | Muži silniční závod jednotlivců                             |
| Zlato   | Aldo Montano | Šerm                 | Muži šavle                                                  |
| Zlato   | Valentina Vezzaliová | Šerm                 | Ženy fleret                                                 |
| Zlato   | Andrea Cassarà Salvatore Sanzo Simone Vanni | Šerm                 | Družstvo mužů fleret                                        |
| Zlato   | Igor Cassina | Sportovní gymnastika | Muži hrazda                                                 |
| Zlato   | Andrea Benelli | Sportovní střelba    | Muži skeet                                                  |
| Zlato   | Carmela Allucci Alexandra Araujo Silvia Bosurgi Francesca Conti Tania di Mario Elena Gigli Melania Grego Giusi Malato Martina Miceli Maddalena Musumeci Cinzia Ragusa Noémi Tóth Manuela Zanchi                                                                                            | Vodní pólo           | Turnaj žen                                                  |
| Stříbro | Gianluca Basile Massimo Bulleri Roberto Chiacig Giacomo Galanda Luca Garri Denis Marconato Michele Mian Gianmarco Pozzecco Nikola Radulović Alex Righetti Rodolfo Rombaldoni Matteo Soragna                                                                                                | Basketbal            | Turnaj mužů                                                 |
| Stříbro | Josefa Idemová | Kanoistika           | ženy K1 500 metrů                                           |
| Stříbro | Beniamino Bonomi Antonio Rossi | Kanoistika           | muži K2 1000 metrů                                          |
| Stříbro | Salvatore Sanzo | Šerm                 | Muži fleret                                                 |
| Stříbro | Giovanna Trilliniová | Šerm                 | Ženy fleret                                                 |
| Stříbro | Aldo Montano Gianpiero Pastore Luigi Tarantino | Šerm                 | Družstvo mužů šavle                                         |
| Stříbro | Elisa Blanchi Fabrizia D'Ottavio Marinella Falca Daniela Masseroni Elisa Santoniová Laura Vernizzi | Moderní gymnastika   | Družstvo žen                                                |
| Stříbro | Giovanni Pellielo | Sportovní střelba    | Muži trap                                                   |
| Stříbro | Valentina Turisini | Sportovní střelba    | Ženy 50 metrů libovolná malorážka 3×20 ran – polohový závod |
| Stříbro | Federica Pellegriniová | Plavání              | Ženy 400 m volný způsob                                     |
| Stříbro | Matej Černič Alberto Cisolla Paolo Cozzi Alessandro Fei Andrea Giani Luigi Mastrangelo Samuele Papi Damiano Pippi Andrea Sartoretti Venceslav Simeonov Paolo Tofoli Valerio Vermiglio | Volejbal             | turnaj mužů                                                 |
| Bronz   | Giuseppe Gibilisco | Atletika             | Muži skok o tyči                                            |
| Bronz   | Roberto Cammarelle | Box                  | Muži váha supertěžká nad 91 kg                              |
| Bronz   | Andrea Cassarà | Šerm                 | Muži fleret                                                 |
| Bronz   | Andrea Barzagli Daniele Bonera Cesare Bovo Giorgio Chiellini Simone Del Nero Daniele De Rossi Marco Donadel Matteo Ferrari Andrea Gasbarroni Alberto Gilardino Giandomenico Mesto Emiliano Moretti Angelo Palombo Ivan Pelizzoli Giampiero Pinzi Andrea Pirlo Giuseppe Sculli Marco Amelia | Fotbal               | Turnaj mužů                                                 |
| Bronz   | Jury Chechi | Sportovní gymnastika | Muži kruhy                                                  |
| Bronz   | Lucia Moricová | Judo                 | Ženy 78 kg                                                  |
| Bronz   | Rossano Galtarossa Alessio Sartori | Veslování            | Muži dvojskif                                               |
| Bronz   | Luca Agamennoni Dario Dentale Raffaello Leonardo Lorenzo Porzio | Veslování            | Muži párová čtyřka                                          |
| Bronz   | Catello Amarante Salvatore Amitrano Lorenzo Bertini Bruno Mascarenhas | Veslování            | Muži čtyřka bez kormidelníka lehkých vah                    |
| Bronz   | Alessandra Sensiniová | Jachting             | Ženy třída Mistrál                                          |
| Bronz   | Emiliano Brembilla Federico Cappellazzo Simone Cercato Filippo Magnini Matteo Pelliciari Massimiliano Rosolino | Plavání              | Muži štafeta 4 x 200 m volný způsob                         |